# Andrej Andreevič Andreev
Andrej Andreevič Andreev (in russo Андрей Андреевич Андреев?; Kuznecovo, 30 ottobre 1895 – Mosca, 5 dicembre 1971) è stato un rivoluzionario, politico e sindacalista sovietico.

## Biografia
Membro dal 1914 del Partito bolscevico e arrestato dalla polizia zarista per la sua attività politica, dopo la Rivoluzione d'ottobre fu membro della segreteria del Consiglio centrale dei sindacati dal 1920 al 1922 e ricoprì numerosi incarichi all'interno del partito: membro del Comitato Centrale dal 1920 al 1921 e dal 1922 al 1961, membro del Politburo dal 1932 al 1952, membro dell'Orgburo dal 1922 al 1928, Segretario del Comitato centrale dal 1924 al 1925 e dal 1935 al 1946, Presidente della Commissione centrale di controllo dal 1930 al 1931. Fu inoltre Commissario del popolo dell'URSS per l'ispezione operaio-contadina dal 1930 al 1931, per le vie di comunicazione dal 1931 al 1935 e per l'agricoltura dal 1943 al 1946. Dal 1938 al 1946 fu Presidente del Soviet dell'Unione, dal 1946 al 1953 fu vicepresidente del Consiglio dei ministri e dal 1953 al 1962 fece parte del Presidium del Soviet Supremo.
Sposato con la politica Dora Chazan, fu insignito di quattro Ordini di Lenin e di un Ordine della Rivoluzione d'ottobre.